# Caprotti (famiglia)

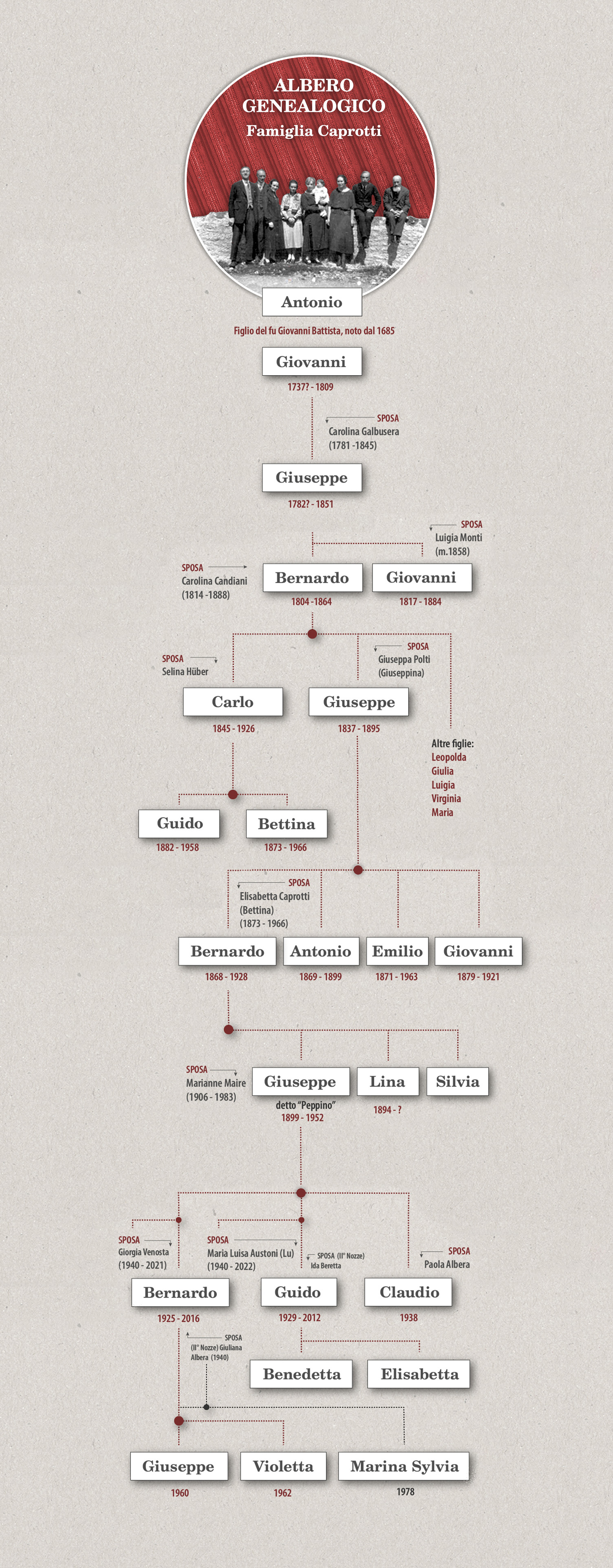
albero genealogico famiglia Caprotti

I Caprotti  sono una famiglia di imprenditori lombardi.

## Storia
I Caprotti abitavano nella zona del Lambro ed erano proprietari terrieri già alla fine del Seicento.
Alla fine del Settecento avviano l’attività di manifattura tessile e partecipano alla prima Rivoluzione Industriale europea, grazie a Giovanni Caprotti e al di lui figlio Giuseppe Caprotti.
Nel 1840, Bernardo Caprotti, nipote di Giovanni, inizia la fase di espansione dell’azienda.
I Caprotti diventano imprenditori tessili ma rimangono proprietari terrieri: le due attività sono integrate.
A fine Ottocento, 900 persone della zona intorno ad Albiate traevano sostentamento, totale o parziale, dalle coltivazioni di terreni appartenenti ai Caprotti. L’impresa tessile dava lavoro a 487 operai e operaie assunte. Tuttavia il 73% del costo dei salari era costituito da cottimi (contadini che lavoravano le terre e anche i filati di cotone).
L’impresa avrà stabilimenti a Ponte Albiate, Sovico, Giussano e Macherio.
Il 18 gennaio 1920 si costituì a Ponte Albiate la Mutua Cooperativa Consumo, con il preciso scopo di giovare alla economia dei consumatori di Albiate, Triuggio, Sovico, acquistando all’ingrosso per somministrare al minuto generi di Consumo alle migliori condizioni possibili in appositi spacci, con altresì la possibilità di estendere la vendita al pubblico, e il perseguimento di altri scopi utili al miglioramento delle condizioni economiche dei soci.
Tra i soci promotori – e più attivi sostenitori, tanto da intervenire più volte con considerevoli somme per assestare i conti d’esercizio – sedeva anche Bernardo 2 Caprotti.
La società è tuttora esistente nella grande distribuzione, con quattro supermercati a marchio Coop.
Nel 1947 il figlio Giuseppe, subentrato al padre, ottiene un finanziamento grazie al Piano Marshall che gli consente di avviare la costruzione di un nuovo impianto tessile per la Manifattura, facendola diventare così un’azienda d’avanguardia. Nel 1952 Giuseppe muore, e la gestione dell’azienda passa ai figli Bernardo, Guido e Claudio. L’attività va così bene che nel 1957, quando Nelson Rockfeller fonda la Supermarkets Italiani, gli utili derivati dall’azienda permettono ai Caprotti (Marianne, Bernardo, Guido e Claudio) di partecipare alla fondazione della stessa e all’acquisto di quote di controllo della società.
Nel 1965 Guido Caprotti diventa gestore della Manifattura Caprotti, mentre Bernardo e Claudio gestiscono la neonata Esselunga.
Claudio Caprotti lavora in Esselunga fino al 1972 mentre Guido Caprotti è stato anche, con Marco Brunelli, cofondatore di Supermercati GS (poi Esselunga), gruppo Carrefour.
Giuseppe e Violetta Caprotti, figli di Bernardo Caprotti e di Giorgina Venosta, entrano in Esselunga a metà anni ’80 e vi lavorano, rispettivamente, per 19 e 10 anni, dando vita a progetti molto importanti (es.: i superstore, l’e-commerce, la Fidaty, il biologico, le campagne pubblicitarie con John Lemon, etc.).
Nel 2000 la Manifattura Caprotti di Albiate viene ceduta da Bernardo ai tre fratelli Albini, proprietari dell'omonima azienda "Cotonificio Albini" e chiusa alcuni anni dopo, dopo 179 anni di attività.
Nel 2004 Bernardo Caprotti allontana Giuseppe dalla conduzione di Esselunga. Violetta se n’era andata precedentemente. Bernardo Caprotti è stato inquisito per stalking nei confronti dei due figli di primo letto, Giuseppe e Violetta.
Nel 2016 Bernardo Caprotti muore lasciando eredi universali la figlia di secondo letto Marina e la seconda moglie Giuliana.
Nel 2017 Violetta, Giuseppe, Marina e Giuliana vendono il 67,5% delle loro azioni de La Villata alla Supermarkets Italiani e Giuseppe e Violetta Caprotti diventano azionisti di minoranza (con il 30%) della holding che controlla Esselunga. Giuseppe e Violetta Caprotti non hanno nessun ruolo operativo in azienda.